# Argentína a 2010. évi téli olimpiai játékokon

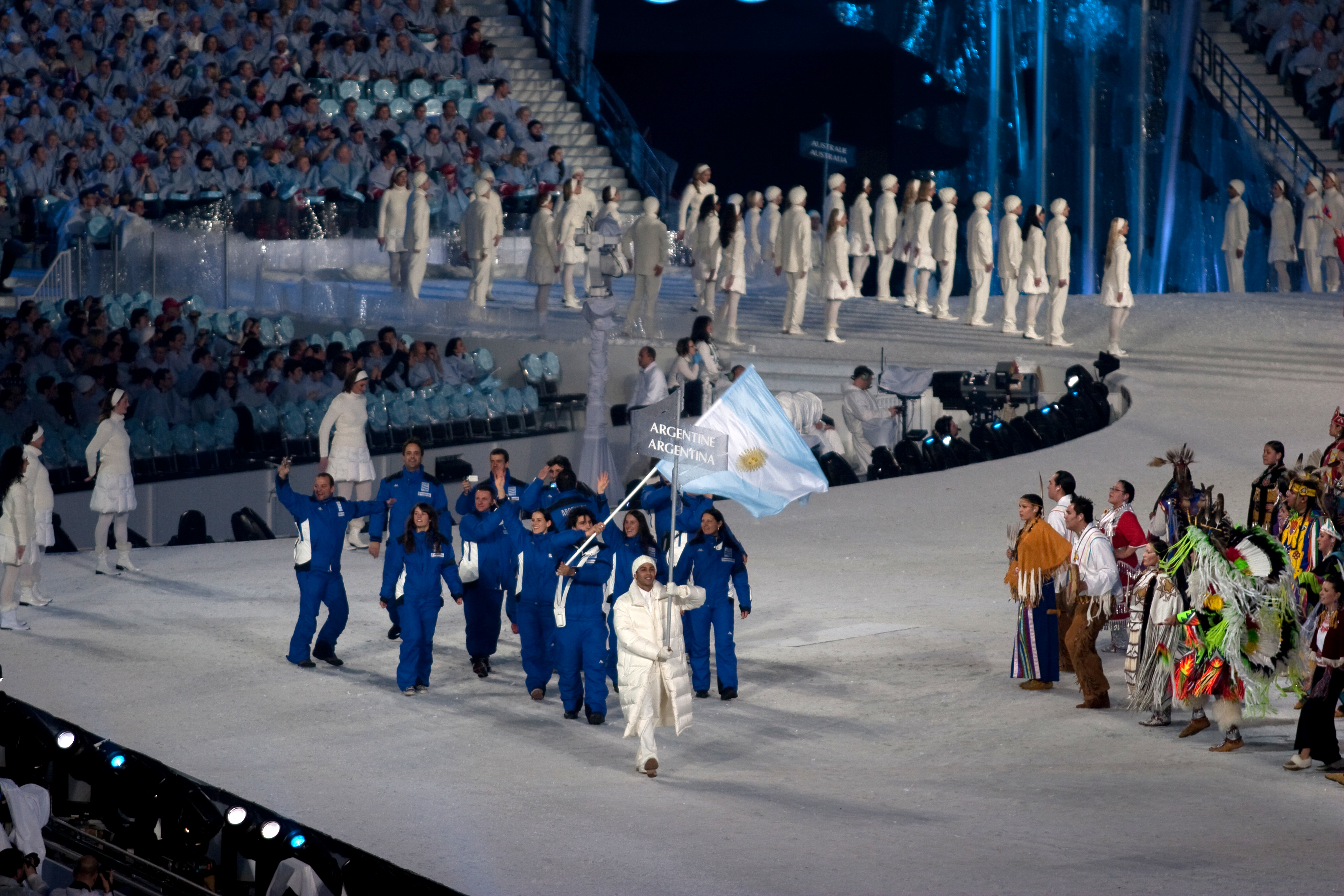
Argentína olimpiai küldöttsége a megnyitón

Argentína a kanadai Vancouverben megrendezett 2010. évi téli olimpiai játékok egyik részt vevő nemzete volt. Az országot az olimpián 3 sportágban 7 sportoló képviselte, akik érmet nem szereztek.

## Alpesisí
Férfi
| Versenyző               | Versenyszám      | 1. futam      | 1. futam      | 2. futam | 2. futam | Összesítés | Összesítés |
| Versenyző               | Versenyszám      | Idő           | Hely.         | Idő      | Hely.    | Idő        | Helyezés   |
| ----------------------- | ---------------- | ------------- | ------------- | -------- | -------- | ---------- | ---------- |
| Cristian Simari Birkner | Lesiklás         |               |               |          |          | 2:01,67    | 55.        |
| Cristian Simari Birkner | Műlesiklás       | 51,35         | 31.           | 53,37    | 26.      | 1:44,72    | 26.        |
| Cristian Simari Birkner | Óriás-műlesiklás | 1:20,87       | 39.           | 1:23,76  | 37.      | 2:44,63    | 34.        |
| Agustín Torres          | Óriás-műlesiklás | 1:25,14       | 61.           | 1:28,12  | 55.      | 2:53,26    | 54.        |
| Agustín Torres          | Műlesiklás       | nem ért célba | nem ért célba | kiesett  | kiesett  | kiesett    | kiesett    |

| Versenyző               | Versenyszám | Lesiklás | Lesiklás | Műlesiklás    | Műlesiklás    | Összesítés | Összesítés |
| Versenyző               | Versenyszám | Idő      | Hely.    | Idő           | Hely.         | Idő        | Helyezés   |
| ----------------------- | ----------- | -------- | -------- | ------------- | ------------- | ---------- | ---------- |
| Cristian Simari Birkner | Összetett   | 2:00,58  | 44.      | nem ért célba | nem ért célba | kiesett    | kiesett    |

Női
| Versenyző                  | Versenyszám            | 1. futam      | 1. futam      | 2. futam      | 2. futam      | Összesítés | Összesítés |         |
| Versenyző                  | Versenyszám            | Idő           | Hely.         | Idő           | Hely.         | Idő        | Helyezés   |         |
| -------------------------- | ---------------------- | ------------- | ------------- | ------------- | ------------- | ---------- | ---------- | ------- |
| Macarena Simari Birkner    | Lesiklás               |               |               |               |               | 1:54,25    | 31.        |         |
| Macarena Simari Birkner    | Szuperóriás-műlesiklás |               |               |               |               | 1:27,48    | 32.        |         |
| Macarena Simari Birkner    | Műlesiklás             | 56,84         | 44.           | 55,51         | 34.           | 1:52,35    | 36.        |         |
| Macarena Simari Birkner    | Óriás-műlesiklás       | 1:23,29       | 51.           | 1:18,73       | 44.           | 2:42,02    | 45.        |         |
| Nicol Gastaldi             | Óriás-műlesiklás       | 1:24,25       | 54.           | 1:19,53       | 48.           | 2:43,78    | 48.        |         |
| Nicol Gastaldi             | Műlesiklás             | nem ért célba | nem ért célba | kiesett       | kiesett       | kiesett    | kiesett    | kiesett |
| María Belén Simari Birkner | Műlesiklás             | 58,99         | 54.           | nem ért célba | nem ért célba | kiesett    | kiesett    |         |
| María Belén Simari Birkner | Lesiklás               |               |               |               |               | 1:53,62    | 29.        |         |
| María Belén Simari Birkner | Szuperóriás-műlesiklás |               |               |               |               | 1:27,24    | 31.        |         |
| María Belén Simari Birkner | Óriás-műlesiklás       | 1:23,60       | 52.           | 1:18,78       | 45.           | 2:42,38    | 46.        |         |

| Versenyző                  | Versenyszám | Lesiklás | Lesiklás | Műlesiklás    | Műlesiklás    | Összesítés | Összesítés |
| Versenyző                  | Versenyszám | Idő      | Hely.    | Idő           | Hely.         | Idő        | Helyezés   |
| -------------------------- | ----------- | -------- | -------- | ------------- | ------------- | ---------- | ---------- |
| Macarena Simari Birkner    | Összetett   | 1:29,56  | 27.      | 46,81         | 21.           | 2:16,37    | 26.        |
| María Belén Simari Birkner | Összetett   | 1:30,19  | 28.      | nem ért célba | nem ért célba | kiesett    | kiesett    |

## Sífutás
Férfi
| Versenyző     | Versenyszám | Eredmény | Helyezés |
| ------------- | ----------- | -------- | -------- |
| Carlos Lannes | 15 km       | 41:34,9  | 82.      |

## Szánkó
| Versenyző      | Versenyszám | 1. futam | 1. futam | 2. futam | 2. futam | 3. futam | 3. futam | 4. futam | 4. futam | Összesítés | Összesítés |
| Versenyző      | Versenyszám | Idő      | Hely.    | Idő      | Hely.    | Idő      | Hely.    | Idő      | Hely.    | Idő        | Helyezés   |
| -------------- | ----------- | -------- | -------- | -------- | -------- | -------- | -------- | -------- | -------- | ---------- | ---------- |
| Rubén González | Férfi egyes | 52,540   | 38.      | 52,155   | 37.      | 52,298   | 38.      | 51,312   | 38.      | 3:28,305   | 38.        |